# Phylloptera ovalifolia
Phylloptera ovalifolia är en insektsart som beskrevs av Hermann Burmeister 1838. Phylloptera ovalifolia ingår i släktet Phylloptera och familjen vårtbitare. Inga underarter finns listade i Catalogue of Life.